# 陈应时
陈应时（1933年—2020年6月12日），笔名百归、沙里、石里等，上海人，男，中国音乐史学家，上海音乐学院教授，致力于敦煌乐谱解读。